# Diastatomma selysi
Diastatomma selysi – gatunek ważki z rodziny gadziogłówkowatych (Gomphidae). Występuje w Afryce Subsaharyjskiej.